# Liste des préfets de l'Eure
Liste des préfets de l'Eure. Le siège de la préfecture est à Évreux.
| Début                | Fin                  | Nom                                                  | Fonction précédente | Observations |
| -------------------- | -------------------- | ---------------------------------------------------- | --- | --- |
| 11 ventôse an VIII   | non installé         | Bernard Lannes,                                      | (Prêtre, curé) Administrateur du Directoire                                                                                | (sans suite) Nommé préfet des Hautes-Pyrénées |
| 11 ventôse an VIII   | 10 thermidor an XIII | Claude Masson de Saint-Amand                         | A été conseiller du roi | |
| 10 thermidor an XIII | mars 1806            | Jacques-Fortunat Savoye-Rollin                       | A été membre du Tribunat                                                                                                   | Nommé préfet de la Seine-Inférieure |
| 26 mars 1806         | 12 mars 1813         | Barthélémy François Rolland de Chambaudoin           | Membre du corps législatif pour le Loiret                                                                                  | Passe à la retraite |
| 12 mars 1813         | 21 avril 1814        | Jean Louis Gaspard de Cassagnes, marquis de Miramon  | Chambellan de l'Empereur                                                                                                   | Nommé préfet d'Indre-et-Loire |
| 21 avril 1814        | 6 avril 1815         | Maxime de Choiseul d'Aillecourt                      | Sous-préfet de Morlaix | Nommé préfet de la Côte-d'Or |
| 6 avril 1815         | non installé         | Antoine Gaspard Louis, baron Rouillé d'Orfeuil       | Préfet d'Eure-et-Loir | (préfet d'Eure-et-Loir jusqu'au 17 mai 1815) Sera nommé en 1830 préfet du Finistère                                                               |
| 14 avril 1815        | 12 juillet 1815      | Maurice Duval                                        | (Cent Jours) Préfet de l'Hérault, non installé Préfet de la Côte-d'Or                                                      | Dans l'opposition pendant la Deuxième Restauration Conseiller d'État en 1830                                                                      |
| 12 juillet 1815      | 19 mars 1817         | Marie-Jean Maurice Goujon de Gasville                | Sous-préfet de Rouen Maître des requêtes au conseil d'État                                                                 | Arrêté par les Prussiens et transféré à Aix-La-Chapelle. Nommé préfet de l'Yonne                                                                  |
| 19 mars 1817         | 3 juillet 1820       | Michel-Augustin de Goyon                             | Préfet de l'Yonne | Nommé préfet de Seine-et-Marne |
| 3 juillet 1820       | 5 août 1830          | Bernard Jean Étienne Delaître                        | Maître des requêtes au conseil d'État                                                                                      | Remplacé aux Trois Glorieuses |
| 5 août 1830          | 9 mai 1837           | Antoine Passy                                        | Conseiller référendaire à la cour des comptes                                                                              | Démissionne. Élu député de l'Eure |
| 9 mai 1837           | 20 octobre 1838      | Achille François Bégé                                | Préfet de la Haute-Garonne                                                                                                 | Nommé préfet de l'Hérault |
| 20 octobre 1838      | 11 décembre 1841     | Alexis de Monicault                                  | Préfet des Vosges | Nommé préfet de Seine-et-Marne |
| 11 décembre 1841     | 9 décembre 1845      | Pierre-Amédée Zédé                                   | Maître des requêtes au conseil d'État                                                                                      | Nommé préfet de l'Aube |
| 9 décembre 1845      | 26 février 1848      | Francisque Petit de Bantel                           | Préfet du Cantal | révoqué à la révolution de 1848 Nommé en 1850 préfet de l'Aube                                                                                    |
| 26 février           | 2 mai 1848           | Nicolas Jules Davy                                   | Avoué à Évreux | (commissaire du gouvernement). Élu représentant de l'Eure                                                                                         |
| 26 février           | 2 mai 1848           | Alexandre-Joseph Legendre                            | Député de l'Eure | (commissaire du gouvernement). Élu représentant de l'Eure                                                                                         |
| 26 février           | 2 mai 1848           | Jean-Jacques François Picard                         | | (commissaire du gouvernement). Élu représentant de l'Eure                                                                                         |
| 6 juin 1848          | 10 janvier 1849      | Alexandre-Denis Fléau                                | Avocat. Administrateur d'Évreux (provisoire, puis délégué)                                                                 | (1re période).Sera de nouveau préfet de l'Eure de septembre 1870 à mars 1871                                                                      |
| 10 janvier 1849      | 11 mai 1850          | Paul Louis Marie Vallon                              | Préfet des Pyrénées-Orientales                                                                                             | Nommé préfet de Maine-et-Loire |
| 11 mai 1850          | 17 mai 1852          | Eugène Guyot                                         | Préfet de la Lozère | Nommé préfet de l'Allier |
| 17 mai 1852          | 16 février 1856      | Louis Marie Philibert Edgar Renouard de Sainte-Croix | Préfet des Deux-Sèvres | Nommé préfet de la Lozère |
| 16 février 1856      | 20 avril 1868        | Eugène Janvier de La Motte (1823-1884)               | Préfet de la Marne, non installé Préfet des Deux-Sèvres                                                                    | en disponibilité, puis nommé préfet du Gard |
| 20 avril 1868        | 6 septembre 1870     | Arthur Tourangin                                     | Préfet de la Vienne | Pensionné en 1872 à effet du 6 septembre 1870 |
| 6 septembre 1870     | 20 mars 1871         | Alexandre-Denis Fléau                                | Avocat | (2de période). |
| 20 mars 1871         | 13 avril 1876        | Joseph Jean Charles Louis, baron Sers                | Membre du conseil général de la Moselle                                                                                    | Nommé préfet de Saône-et-Loire |
| 13 avril 1876        | 15 décembre 1877     | Charles Victor Tassin                                | Préfet de la Sarthe | Disponibilité. |
| 18 décembre 1877     | 30 mars 1881         | Joseph Laurent Louis Alfred Firbach                  | Préfet de l'Ardèche | Nommé Préfet d'Alger |
| mars 1881            | 13 janvier 1886      | Jules Barrême                                        | Préfet des Deux-Sèvres | Mort en fonction (assassiné). |
| 12 février 1886      | 24 mai 1889          | Alexis Antoine Galtié                                | Préfet de l'Hérault | Nommé préfet de la Loire |
| 24 mai 1889          | 21 octobre 1890      | Auguste Frémont                                      | Préfet de la Corse | Nommé trésorier-payeur général de l'Ain |
| 21 octobre 1890      | 18 mars 1895         | Jules Léon Pointu-Norès                              | Préfet de l'Hérault | Passe à la retraite |
| 18 mars 1895         | 5 juin 1906          | Dominique Antoine Beverini-Vico                      | Préfet de l'Aude (Préfet de l'Hérault, non acceptant)                                                                      | Passe à la retraite |
| 5 juin 1906          | 20 octobre 1911      | Paul Léon Hyérard                                    | Préfet de la Nièvre | Nommé préfet de la Haute-Garonne |
| 20 octobre 1911      | 10 décembre 1912     | Jean Louis Aubanel                                   | Préfet des Deux-Sèvres | Nommé secrétaire général de la Seine |
| 10 décembre 1912     | 19 juin 1917         | Armand Bernard                                       | Secrétaire général de la Seine                                                                                             | Nommé préfet des Alpes-Maritimes |
| 19 juin 1917         | 11 janvier 1920      | Robert Leneveu                                       | Préfet de l'Orne | Élu sénateur de l'Orne (Union républicaine) |
| 15 janvier 1920      | 17 juillet 1922      | Georges Ernest Marie Goublet                         | Préfet de l'Ardèche | Nommé préfet de la Haute-Vienne |
| 27 juillet 1922      | 28 août 1924         | Michel Maestracci                                    | Préfet de la Haute-Vienne                                                                                                  | Passe à la retraite |
| août 1924            | 18 novembre 1925     | Ernest André Augustin Beauguitte                     | Chef de Cabinet du ministre de l'agriculture Joseph-Honoré Ricard                                                          | Nommé préfet de la Manche |
| novembre 1925        | 28 mai 1929          | Marie Louis Adrien Zévort                            | Préfet de la Côte-d'or | À la disposition du ministre |
| 28 mai 1929          | 24 avril 1931        | Marcel Bodenan                                       | Préfet des Pyrénées-Orientales                                                                                             | Nommé préfet d'Ille-et-Vilaine |
| 24 avril 1931        | 19 mai 1934          | Pierre, Jean, Joseph Moitessier                      | Préfet de la Charente-Maritime                                                                                             | Nommé préfet du Gard |
| 19 mai 1934          | 17 septembre 1940    | Paul Chiraux                                         | Préfet de la Vendée | Passe à la retraite. Devient administrateur de la Compagnie parisienne de gestion.                                                                |
| 17 septembre 1940    | 14 novembre 1941     | Camille Alcide Elie Pierre Vernet                    | Préfet d'Indre-et-Loire | En décembre 1944 Préfet de la Haute-Garonne délégué dans les fonctions.                                                                           |
| 14 novembre 1941     | 22 août 1944         | Eugène, Louis, François Le Gouic                     | Sous-préfet de Guingamp | Suspendu, radié des cadres |
| 22 août 1944         | 21 janvier 1946      | Edmond Cornu                                         | Secrétaire général de l'Eure par intérim                                                                                   | Nommé préfet du Tarn |
| 5 février 1946       | mars 1946            | Michel Sassier                                       | Chargé des fonctions de préfet délégué à Angers (1943) Arrêté par les Allemands                                            | (préfet par intérim). Passe à la retraite. Préfet honoraire.                                                                                      |
| 20 mars 1946         | 29 novembre 1953     | René Chopin                                          | Préfet de la Charente-Maritime                                                                                             | Nommé préfet de Saône-et-Loire |
| 29 novembre 1953     | 15 octobre 1958      | Pierre Stéphane Paul Damelon                         | Directeur des services d'Algérie et des D.O.M. (directeur de l'administration départementale et communale)                 | en même temps (depuis 1957) conseiller technique au cabinet, puis directeur du cabinet du ministre Jules Moch. Nommé préfet de Meurthe-et-Moselle |
| octobre 1958         | 25 novembre 1959     | Roger César Jules Auguste Séverie                    | Directeur de cabinet du préfet de la Seine                                                                                 | (en même temps directeur de cabinet du ministre Émile Pelletier). Nommé préfet de l'Aube                                                          |
| 25 novembre 1959     | 6 décembre 1967      | Jacques Alphonse Boissier                            | Préfet de la Martinique | Nommé préfet de la région Languedoc-Roussillon, préfet de l'Hérault, mais avant installation décédé dans un accident de la route.                 |
| 6 décembre 1967      | 15 juin 1970         | Roger Richardot                                      | Préfet de l'Aube | Nommé préfet du Gard |
| 15 juin 1970         | 13 juin 1974         | Robert Hayem                                         | Préfet de Vaucluse | Nommé préfet de la Haute-Savoie |
| 13 juin 1974         | 13 décembre 1978     | Jean Robert René Brachard                            | Préfet de l'Yonne | Nommé préfet de Seine-et-Marne |
| 13 décembre 1978     | 7 août 1981          | Jacques Laurent Charles Henri Gérard                 | Préfet des Landes | Nommé préfet de la région Limousin, préfet de la Haute-Vienne                                                                                     |
| 7 août 1981          | 20 novembre 1985     | Henri Coury                                          | Préfet de Saône-et-Loire                                                                                                   | Nommé préfet de Loir-et-Cher |
| 20 novembre 1985     | 8 juillet 1987       | Georges Peyronne                                     | Préfet de police du Rhône                                                                                                  | Nommé préfet de la Manche |
| 8 juillet 1987       | 26 juillet 1989      | Bernard Augustin                                     | Préfet de la Haute-Loire                                                                                                   | En congé spécial |
| 26 juillet 1989      | 5 août 1992          | Michel Mathieu                                       | Secrétaire général pour l'administration de la Préfecture de police de Paris                                               | Nommé préfet de l'Oise |
| 26 août 1992         | 7 février 1996       | Jean François Seiller                                | Préfet de Loir-et-Cher | Nommé préfet des Yvelines |
| 12 mars 1996         | 21 janvier 1998      | Bernard Larvaron                                     | Préfet de l'Aube | Nommé préfet hors cadre |
| 21 janvier 1998      | 27 septembre 2000    | Thierry Klinger                                      | Délégué interministériel aux restructurations de défense                                                                   | Nommé préfet du Finistère |
| 27 septembre 2000    | 7 juillet 2004       | Bernard Fragneau                                     | Préfet du Jura | Nommé préfet de l'Essonne |
| 7 juillet 2004       | 9 juillet 2007       | Jacques Laisné                                       | Préfet des Deux-Sèvres | Nommé préfet du Var |
| 9 juillet 2007       | 5 mars 2009          | Richard Samuel                                       | Directeur adjoint du cabinet du ministre de l’Intérieur et de l’Aménagement du territoire François Baroin                  | Nommé coordonnateur national des états généraux de l’outre-mer, puis délégué général de l’outre-mer                                               |
| 11 mars 2009         | septembre 2011       | Fabienne Buccio                                      | Préfète de la Mayenne | Nommé préfète de la Loire |
| 29 septembre 2011    | 30 juillet 2014      | Dominique Sorain                                     | Préfet des Vosges | Nommé préfet de La Réunion |
| 31 juillet 2014      | 4 mai 2016           | René Bidal                                           | Préfet des Pyrénées-Orientales                                                                                             | Nommé haut-commissaire de la République en Polynésie française                                                                                    |
| 6 mai 2016           | 15 janvier 2020      | Thierry Coudert                                      | Délégué aux coopérations de sécurité au ministère de l'intérieur                                                           | Nommé préfet de la Seine-et-Marne |
| 15 janvier 2020      | 23 août 2022         | Jérôme Filippini (d)                                 | Préfet du Lot | Nommé préfet de La Réunion |
| 23 août 2022,        | 16 septembre 2024    | Simon Babre                                          | Directeur des ressources et des compétences de la police nationale à l'administration centrale du ministère de l'Intérieur | Nommé conseiller intérieur et chef de pôle sécurité, justice et immigration du Premier ministre                                                   |
| 31 octobre 2024,     | En cours             | Charles Giusti (d)                                   | préfet de l'Aveyron | |